# Fumaria mairei
Fumaria mairei är en vallmoväxtart. Fumaria mairei ingår i släktet jordrökar, och familjen vallmoväxter.

## Underarter
Arten delas in i följande underarter:
- F. m. mairei
- F. m. saxicola